# 北海道道944号神威小清水線
北海道道944号神威小清水線（ほっかいどうどう944ごう かもいこしみずせん）は、北海道斜里郡清里町と小清水町を結ぶ一般道道（北海道道）である。

## 概要

### 路線データ
- 起点：北海道斜里郡清里町神威（北海道道250号清里止別線交点）
- 終点：北海道斜里郡小清水町小清水（国道391号交点）
- 路線延長：5.9 km

## 歴史
- 1978年（昭和53年）5月6日 路線認定[1]。

## 地理

### 通過する自治体
- オホーツク総合振興局
  - 斜里郡
    - 清里町
    - 小清水町

### 交差する道路
清里町
- 北海道道250号清里止別線 - 神威（起点）

小清水町
- 国道391号 - 小清水（終点）

### 沿線にある施設など
小清水町
- 小清水野球場 - 南町1丁目